# 精確對角化法
在量子力學中的一個量子系統，物理學家最有興趣的是找出這個量子系統的基態，也就是能量本徵值最小的態，例如：兩個自旋1/2的粒子所形成的量子系統中，若粒子之間的交互作用可寫成
{\displaystyle {\frac {1}{4}}\left(\sigma _{1}^{x}\otimes \sigma _{2}^{x}+\sigma _{1}^{y}\otimes \sigma _{2}^{y}+\sigma _{1}^{z}\otimes \sigma _{2}^{z}\right)={\frac {1}{4}}{\begin{pmatrix}1&0&0&0\\0&-1&2&0\\0&2&-1&0\\0&0&0&1\end{pmatrix}}}
其中{\displaystyle \sigma _{i}^{x}}、{\displaystyle \sigma _{i}^{y}}、{\displaystyle \sigma _{i}^{z}}表示第{\displaystyle i}個自旋的包立矩陣。將上面4×4的矩陣對角化後可得本徵值：{\displaystyle -{\frac {3}{4}},{\frac {1}{4}},{\frac {1}{4}},{\frac {1}{4}}}，對應的本徵向量為{\displaystyle {\begin{pmatrix}0\\{\frac {1}{\sqrt {2}}}\\{\frac {-1}{\sqrt {2}}}\\0\end{pmatrix}},{\begin{pmatrix}0\\{\frac {1}{\sqrt {2}}}\\{\frac {1}{\sqrt {2}}}\\0\end{pmatrix}},{\begin{pmatrix}1\\0\\0\\0\end{pmatrix}},{\begin{pmatrix}0\\0\\0\\1\end{pmatrix}}}，而 {\displaystyle {\begin{pmatrix}0\\{\frac {1}{\sqrt {2}}}\\{\frac {-1}{\sqrt {2}}}\\0\end{pmatrix}}} 即為這個系統中的基態。
可想而知，隨著量子系統的粒子數變多，且交互作用愈來愈複雜時，量子系統的基態很難用解析的方法計算出來，因此許多物理學家轉向利用數值方法來求得基態。
精確對角化法（exact diagonalization）是一個最直接求得基態的數值方法，但由於將哈密頓算符完整對角化非常花費時間與電腦記憶體，所以當需要的只是基態和少數激發態，通常利用Lanczos演算法和Davidson演算法。精確對角化法本身的物理概念極為簡單，若是只需要得到極小尺寸的結果，在程式撰寫方面也很容易，然而增加系統尺寸時，隨著所需的記憶體暴增，程式設計變得非常困難。主要困難之處在於如何有效運用有限的記憶體，以及提升程式運作的效率。目前電腦的條件下，精確對角化法的尺寸極限如下：
1. 一維自旋-1/2的環：36個格點。
2. 二維自旋-1/2的平方晶格：40個格點。
3. 二維t-J模型的平方晶格：32個格點，4個電洞。
4. 二維Hubbard模型的平方晶格：32個格點。
5. 一維Holstein 链：14個格點。

## Lanczos演算法
Lanczos演算法是由數學家Cornelius Lanczos所發明。